# Kouassi Yao Hermann
Kouassi Yao Hermann (* 26. Januar 1990 in Abidjan) ist ein ivorischer Fußballspieler.

## Karriere
Kouassi Yao Hermann spielte bis 2010 beim FC Milsami in der Republik Moldau. Der Club aus Orhei spielte in der höchsten Liga des Landes, der Divizia Națională. 2011 wechselte er nach Thailand. Hier unterschrieb er einen Vertrag bei Air Force Central. Der Bangkoker Club spielte in der zweiten Liga, der Thai Premier League Division 1. 2013 wurde er mit dem Club Meister der zweiten Liga und stieg somit in die erste Liga auf. Nach einem Jahr in der Thai Premier League musste der Club ein Jahr später wieder in die zweite Liga absteigen. Nach 119 Spielen und 58 Toren verließ er 2016 die Air Force und schloss 2016 dem Ligakonkurrenten Chiangmai FC aus Chiangmai an. Nach der Hinserie 2017 unterschrieb er einen Vertrag beim ebenfalls in der zweiten Liga spielenden Bangkok FC. Zum Ende der Saison musste der Club den Weg in die Drittklassigkeit antreten. Der Zweitligist Samut Sakhon FC aus Samut Sakhon nahm ihn die Hinserie 2018 unter Vertrag. Nach Vertragsende ging er nach Vietnam. Hier unterzeichnete er einen Vertrag in Đà Nẵng beim  SHB Đà Nẵng. Der Verein spielte in der ersten Liga, der V.League 1. Diesen verließ er Ende 2018. 2019 nahm ihn Ligakonkurrent Than Quảng Ninh FC aus der Provinz Quảng Ninh unter Vertrag. Wo er von 2020 bis 2022 unter Vertrag stand, ist unbekannt. Im Januar 2023 kehrte er nach Thailand zurück. Hier unterschrieb er einen Vertrag beim Drittligisten Samut Songkhram FC. Mit dem Verein aus Samut Songkhram spielte er zehnmal in der Western Region der Liga. Nachdem im Sommer 2023 Samut die Lizenz für die dritte Liga verweigert wurde, unterschrieb er einen Vertrag beim ebenfalls in der Western Region Angthong FC. Am Ende der Saison 2023/24 wurde er mit dem Klub Vizemeister der Region. In den Aufstiegsspielen zur zweiten Liga konnte man sich jedoch nicht durchsetzen. Im Sommer 2024 wurde sein Vertrag in Ang Thong nicht verlängert.

## Erfolge
Air Force Central
- Thailändischer Zweitligameister: 2013